# Blygrå myrvireo
Blygrå myrvireo (Dysithamnus plumbeus) är en fågel i familjen myrfåglar inom ordningen tättingar.

## Utseende och läte
Blygrå myrvireo är en liten (12,5 cm) och knubbig enhetligt färgad myrfågel. Hanen är skiffergrå, på bröstet mörkare, med vitt på vingknogen och täckarspetsarna. Honan är olivbrun ovan, med beigevita istället för vita teckningar på vingen. Strupen är vitaktig och på nedre delen av buken och undergumpen är den ockrafärgad. Lätet består av två till tre sekunder långa serier med cirka tio melankoliska visslingar, stigande i inledningen och sedan avtagande.

## Utbredning och systematik
Fågeln förekommer i sydöstra Brasilien (södra Bahia till östra Minas Gerais och norra Rio de Janeiro). Den behandlas som monotypisk, det vill säga att den inte delas in i några underarter.

## Status och hot
Dysithamnus plumbeus har en liten världspopulation bestående av uppskattningsvis endast 2 500–10 000 vuxna individer. Den tros också minska i antal till följd av habitatförlust. Den är därför upptagen på internationella naturvårdsunionen IUCN:s röda lista över hotade arter, kategoriserad som sårbar (VU).